# Ria d'Etel
Ria d'Etel este o arie protejată (sit de importanță comunitară — SCI) din Franța întinsă pe o suprafață de 4.258 ha, din care 49 % marine.

## Localizare
Centrul sitului Ria d'Etel este situat la coordonatele 47°43′39″N 3°09′19″W / 47.7275°N 3.15528°V.

## Înființare
Situl Ria d'Etel a fost declarat arie specială de conservare în baza directivei 92/43 din 1992 referitoare la conservarea habitatelor naturale și a faunei și florei sălbatice pentru a proteja 3 specii de plante și 17 specii de animale.

## Biodiversitate
Situată în ecoregiunea atlantică, aria protejată conține 25 de habitate naturale: Ape oligotrofe din câmpii nisipoase, cu un conținut foarte redus de minerale (Littorelletalia uniflorae), Păduri de fag acidofile atlantice, cu subarboret de Ilex și, uneori, de asemenea, Taxus, la nivelul arbuștilor (Quercion robori-petraeae sau Ilici-Fagenion), Bancuri de nisip acoperite în permanență slab de apă marină, Tufărișuri halofile mediteraneene și termo-atlantice (Sarcocornetea fruticosi), Pajiști cu Molinia pe soluri calcaroase, turboase sau argilos-nămoloase (Molinion caeruleae), Mlaștini turboase de tranziție și turbării mișcătoare, Mlaștini împădurite, Golfuri mici largi și golfuri puțin adânci, Lagune de coastă, Vegetație anuală la limita mareei, Pajiști umede atlantice temperate cu Erica ciliaris și Erica tetralix, Depresiuni pe substraturi de turbă de Rhynchosporion, Estuare, Salicornia și alte specii anuale care populează regiunile mlăștinoase și nisipoase, Cursuri de apă de la nivel de câmpie la nivel montan, cu vegetație Ranunculion fluitantis și Callitricho-Batrachion, Liziere de ierburi înalte hidrofile de câmpie și de nivel montan până la alpin, Recifuri, Pajiști uscate europene, Dune de coastă fixe cu vegetație erbacee („dune gri”), Dune mobile de-a lungul țărmului cu Ammophila arenaria („dune albe”), Depresiuni intradunale umede, Faleze cu vegetație de pe coastele atlantice și baltice, Terase mlăștinoase și terase nisipoase neacoperite de apă la reflux, Pajiștile Spartina (Spartinion maritimae), Pășuni atlantice udate de apa mării (Glauco-Puccinellietalia maritimae).
La baza desemnării sitului se află mai multe specii protejate:
- plante (3): Eryngium viviparum, Luronium natans, Rumex rupestris
- mamifere (5): liliac cârn (Barbastella barbastellus), vidră de râu (Lutra lutra), liliac cu urechi mari (Myotis bechsteinii), liliac comun (Myotis myotis), liliacul mare cu potcoavă (Rhinolophus ferrumequinum)
- nevertebrate (5): Coenagrion mercuriale, fluturele auriu (Euphydryas aurinia), rădașcă (Lucanus cervus), Oxygastra curtisii, Rosalia alpina
- pești (7): Alosa alosa, Alosa fallax, zglăvoacă (Cottus gobio), Cottus perifretum, cicar (Lampetra planeri), Petromyzon marinus, somonul (Salmo salar)

Pe lângă speciile protejate, pe teritoriul sitului au mai fost identificate 3 specii de plante, 1 specie de păsări, 6 specii de mamifere, 1 specie de pești.